# Jan Jaroš
Jan Jaroš (ur. 11 listopada 1984 w Strakonicach) – czeski żużlowiec.

## Życiorys
W polskiej lidze żużlowej reprezentował klub Wilki Krosno (2008–2011), natomiast w lidze brytyjskiej startował w barwach klubów King’s Lynn Stars (2003, 2005), Belle Vue Aces (2004) oraz Ipswich Witches (2006).
Srebrny medalista indywidualnych mistrzostw Czech (2011). Finalista indywidualnych mistrzostw Europy (2010 – XI miejsce).